# 寶可夢傳說 阿爾宙斯
《寶可夢傳說 阿爾宙斯》是一款由GAME FREAK開發，寶可夢公司發行，並在任天堂Switch平台上發售的動作角色扮演遊戲。
本作於2021年2月26日的寶可夢25週年發表會上公布，並於2022年1月28日全球發售。

## 概要
故事發生在江戶時代時人類與寶可夢還未生活在一起的遙遠過去，主角作為駐紮在祝慶村的銀河隊的寶可夢調查員，為完成第一本寶可夢圖鑑而前往洗翠地區的各個地方調查，揭開寶可夢的生態之謎。

## 遊戲機制
遊戲的冒險舞台為《寶可夢 鑽石／珍珠》中神奧地區的前身「洗翠地區」，其中傳說的寶可夢阿爾宙斯將在遊戲中擔任關鍵角色。玩家將會加入銀河隊，以完成洗翠地區第一本寶可夢圖鑑為目標。游戏中会使用采用了橡實果以及曜石製作的古早精灵球，當捕捉到寶可夢後，精靈球的上方部分會冒出蒸氣。
本作與以往的系列遊戲不同，加入「動作角色扮演RPG」與以往回合制並存的玩法，玩家在野外會遭受野生寶可夢的攻擊，可以透過派出寶可夢應戰，也能夠透過翻滾躲避攻擊、或投擲「鎮寶」來攻擊特定的寶可夢。在派出寶可夢應戰時，能夠切換「剛猛」或「迅疾」兩種模式，決定攻擊該著重於傷害或速度。透過吹奏神闔之笛，玩家也可以騎乘指定的寶可夢在地面、水上和空中移動。除了標準戰鬥之外，遊戲還設有特殊的 Boss 戰，玩家角色必須躲避並攻擊強大的寶可夢，並在戰鬥期間進行常規回合製戰鬥，以便有機會擊暈它們。遊戲發佈時共收錄了 242 隻寶可夢，其中包括 7 個新品種和 17 種現有寶可夢的新迭代（「形態」）。
本作可以與《Pokémon Home》連結並傳送捕捉的寶可夢。

## 開發
據GAME FREAK於CEDEC 2022的簡報所述，本作於2018年秋季開始製作。
本作最初於「Pokémon Presents 2021.02.26」公布，並公開首部預告片，有些外界人士推測本作為開放世界類遊戲，但寶可夢公司於同年10月8日否定了該推測。
2022年2月27日，本作發布了免費內容更新《洗翠黎明》，增加新的副任務、「夢天連戰」與「大大大量出現」等新內容。
2022年5月18日，WIT STUDIO推出《寶可夢傳說 阿爾宙斯》的原創網路動畫《釋雪二藍》。

## 反響
| 汇总媒体   | 得分   |
| ---------- | ------ |
| Metacritic | 85/100 |

| 媒体                  | 得分    |
| --------------------- | ------- |
| Game Informer         | 8.75/10 |
| GamesRadar+           | [ 12 ]  |
| GameSpot              | 8/10    |
| IGN                   | 7/10    |
| Jeuxvideo.com         | 16/20   |
| Nintendo Life         | [ 16 ]  |
| 任天堂世界报道        | 9/10    |
| Shacknews             | 8/10    |
| VG247                 | [ 19 ]  |
| Video Games Chronicle | [ 20 ]  |

### 上市前
在發布首支預告片後，Polygon等多家媒體及粉絲將本作和《薩爾達傳說 曠野之息》進行了比較，並指出兩者有著明顯的相似之處，包含類開放世界的遊戲玩法和藝術風格。但也有許多粉絲對本作的貼圖品質及畫面等問題感到擔憂。
本作在發售前約一週，在YouTube、Twitter和Reddit等平台已有大量玩家開始遊玩未上市的實體遊戲片、甚至於Twitch直播遊玩畫面，但相關內容並沒有被任天堂和寶可夢公司下架。

### 上市後
根據彙總媒體Metacritic，本作獲得了普遍的好評。The Verge稱讚本作大幅改變寶可夢既有固定的玩法。Eurogamer則表示很滿意《阿爾宙斯》中新的動畫特效和表現，還表示：「野生的寶可夢比以往的任何遊戲都還更有生命力。」Ars Technica則批評了本作的圖形風格以及缺乏的寶可夢，但對於對戰鬥系統和探索感到相當滿意。「當戰鬥結束後，可以直接回到探索或繼續捕捉其他寶可夢，無需像以往等待經驗值的取得或是習得招式。一旦上手後，很容易在潛行、捕捉、戰鬥和探索的節奏中迷失自我。」

### 銷量
本作上市首3天於日本售出超過142萬套的實體版遊戲，成為任天堂Switch平台上首週銷量第四高的遊戲。2022年2月4日，寶可夢公司宣布全球上市3天全球銷量已達到650萬套，刷新寶可夢系列新高紀錄。
截至2023年3月31日，本作共於全球售出1483萬套。

### 獲獎紀錄
| 年份 | 獎項     | 類別                     | 結果 | 來源   |
| ---- | -------- | ------------------------ | ---- | ------ |
| 2022 | 金搖桿獎 | 年度最佳任天堂Switch遊戲 | 獲獎 | [ 32 ] |
| 2022 | 遊戲大獎 | 最佳角色扮演遊戲         | 待定 | [ 33 ] |

## 軼事
微博曾有網友因擔心中國大陸可能會因遊戲中的舞台「洗翠地區」含有「翠」（习卒）字而將無法在該社交平台對該遊戲進行討論，因此發文建議其他用戶以日文羅馬字「Hisui」代替。該貼文隨後遭到刪除。

## 外部連結
- 官方网站：繁體中文、简体中文、日本、北美